# Pardal de Blanford
El pardal de Blanford (Pyrgilauda blanfordi) és una espècie d'ocell de la família dels passèrids (Passeridae) que habita en zones àrides sorrenques i pedregoses amb escassa vegetació a l'oest de la Xina i el Tibet.